# میرمحله (شفت)
میرمحله ، روستایی از توابع بخش مرکزی شهرستان شفت در استان گیلان ایران است.

## جمعیت
این روستا در دهستان جیرده قرار دارد و براساس سرشماری مرکز آمار ایران در سال ۱۳۸۵، جمعیت آن ۲۰۴ نفر (۵۷خانوار) بوده‌است.